# Stenegård

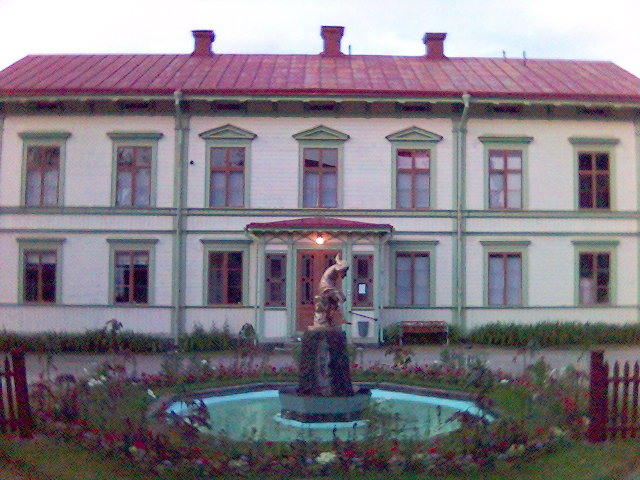
Stenegården

Stenegård är en storgård i Järvsö från 1800-talets mitt. Hela gården är kulturminnesskyddad, alla hus, trädgården och omgivande björkbackar. Under 2007 och 2008 har gården genomgått omfattande restaureringar.
Ett femtontal byggnader finns bevarade, välbyggda, detaljrika och ståtliga. I dag rymmer de gamla husen olika verksamheter inom kulturområdet, bland annat Hälsinglands träteater, folkmusik, hantverk och lokal matkultur.  

## Galleri

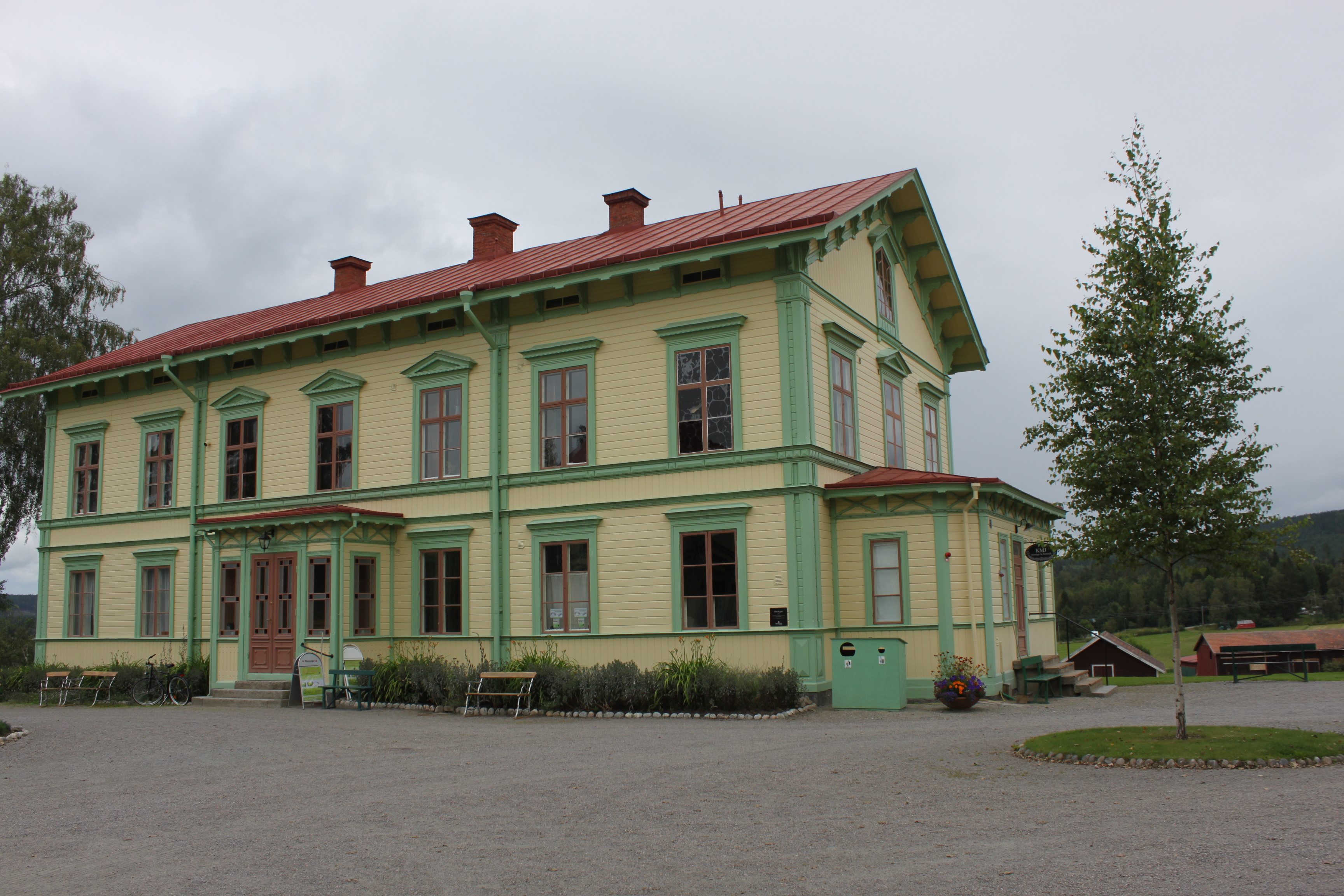
Stenegård i Järvsö.
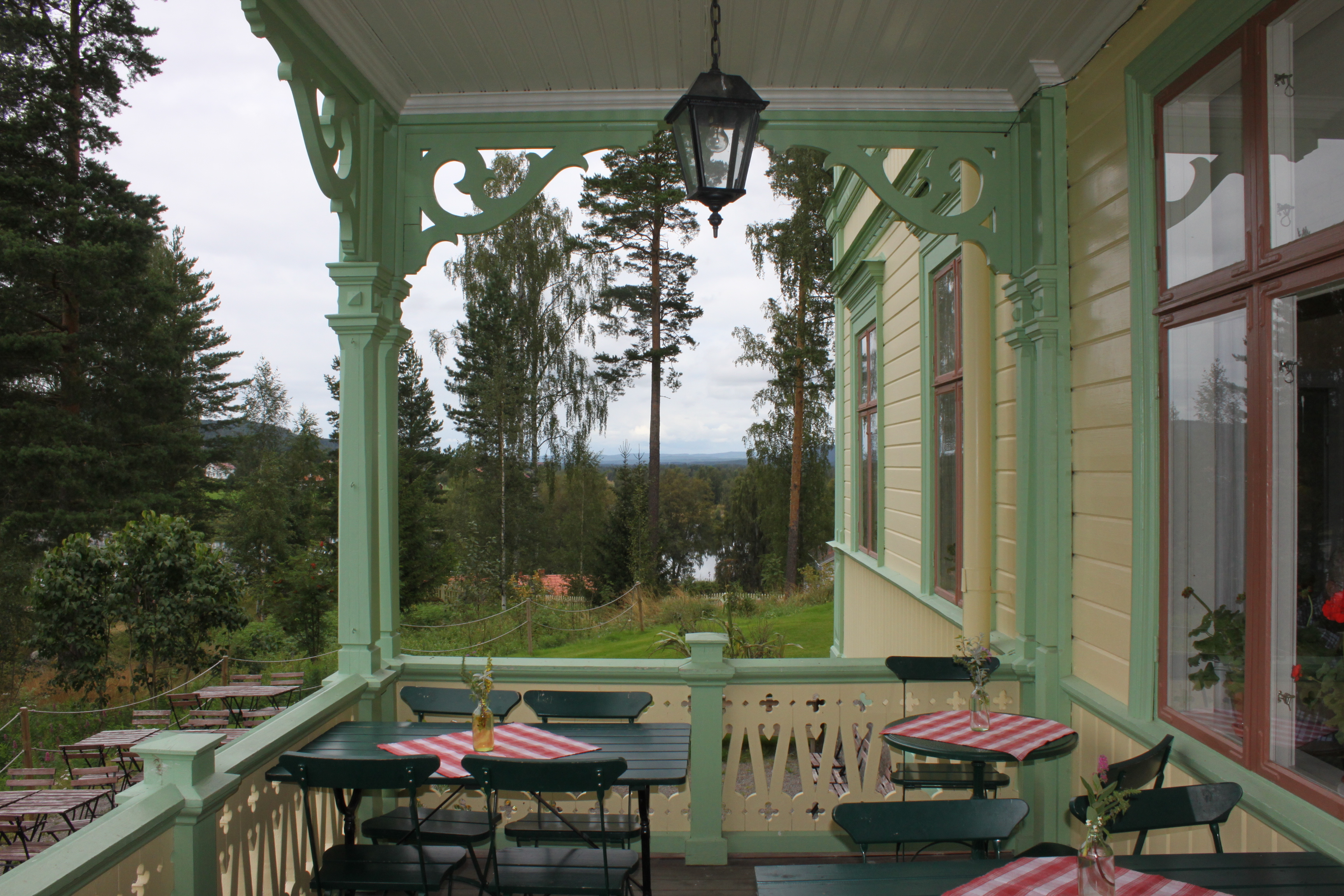
Altanen till matstället.
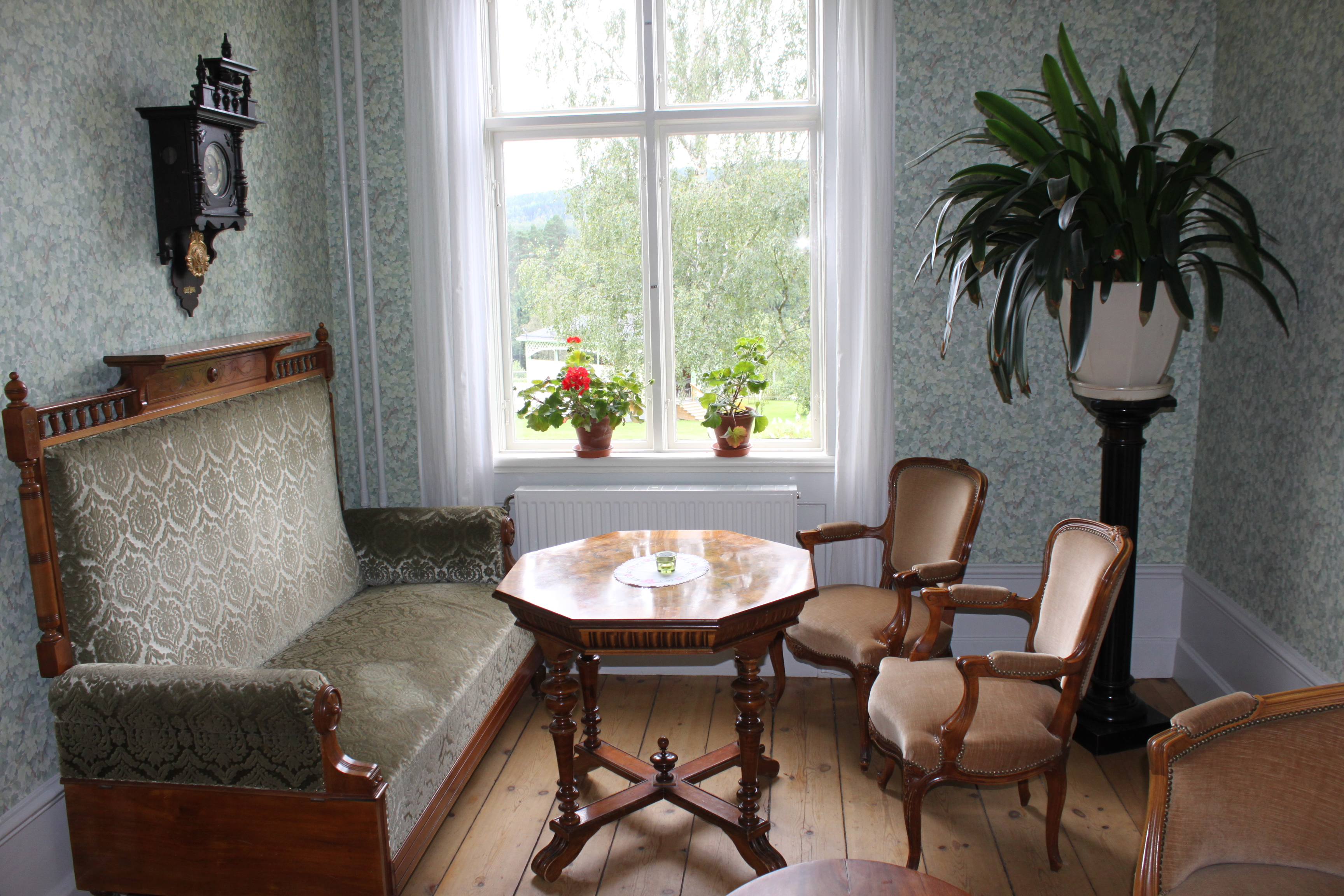
Ett rum inne på matstället.
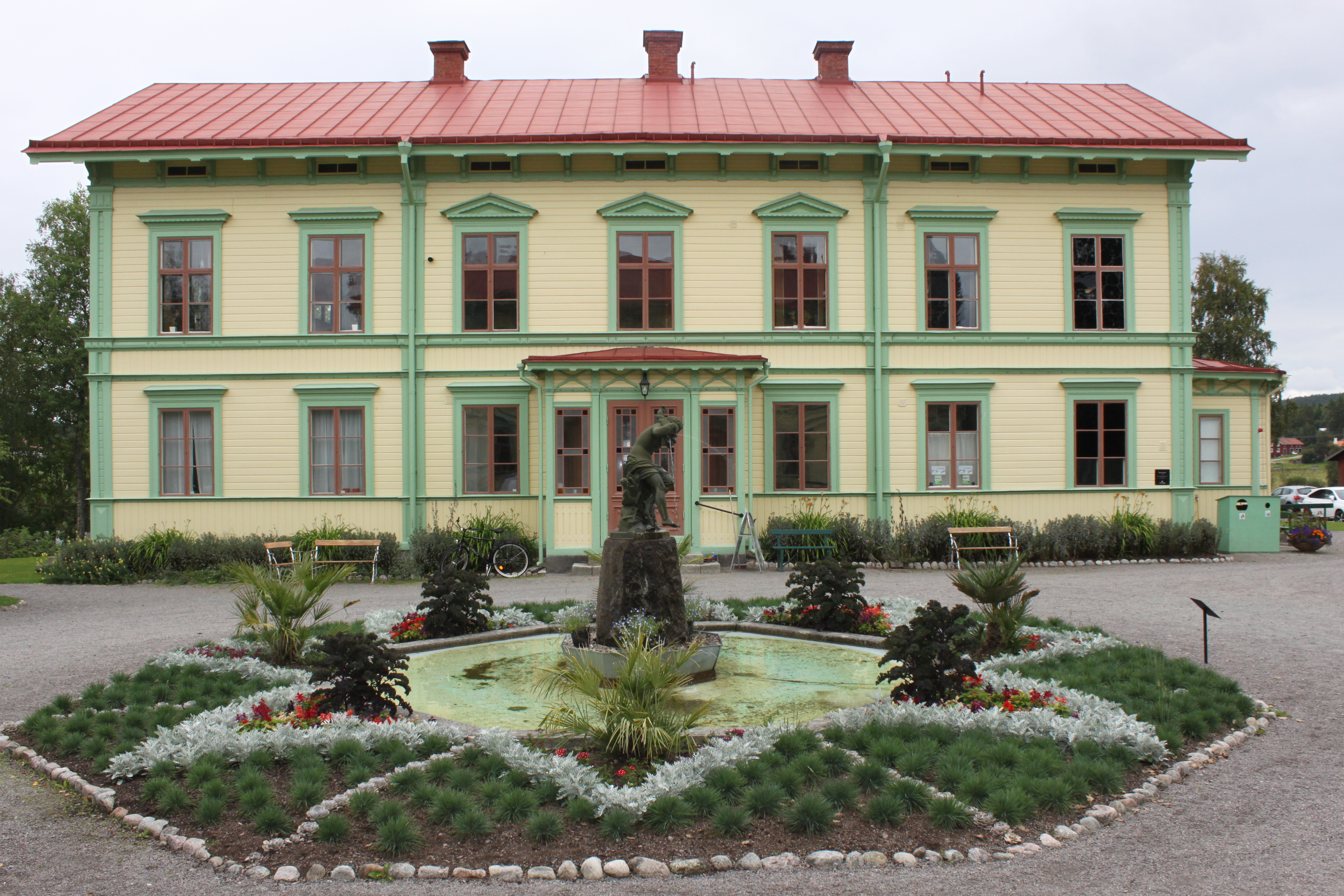
Dammen och hus.
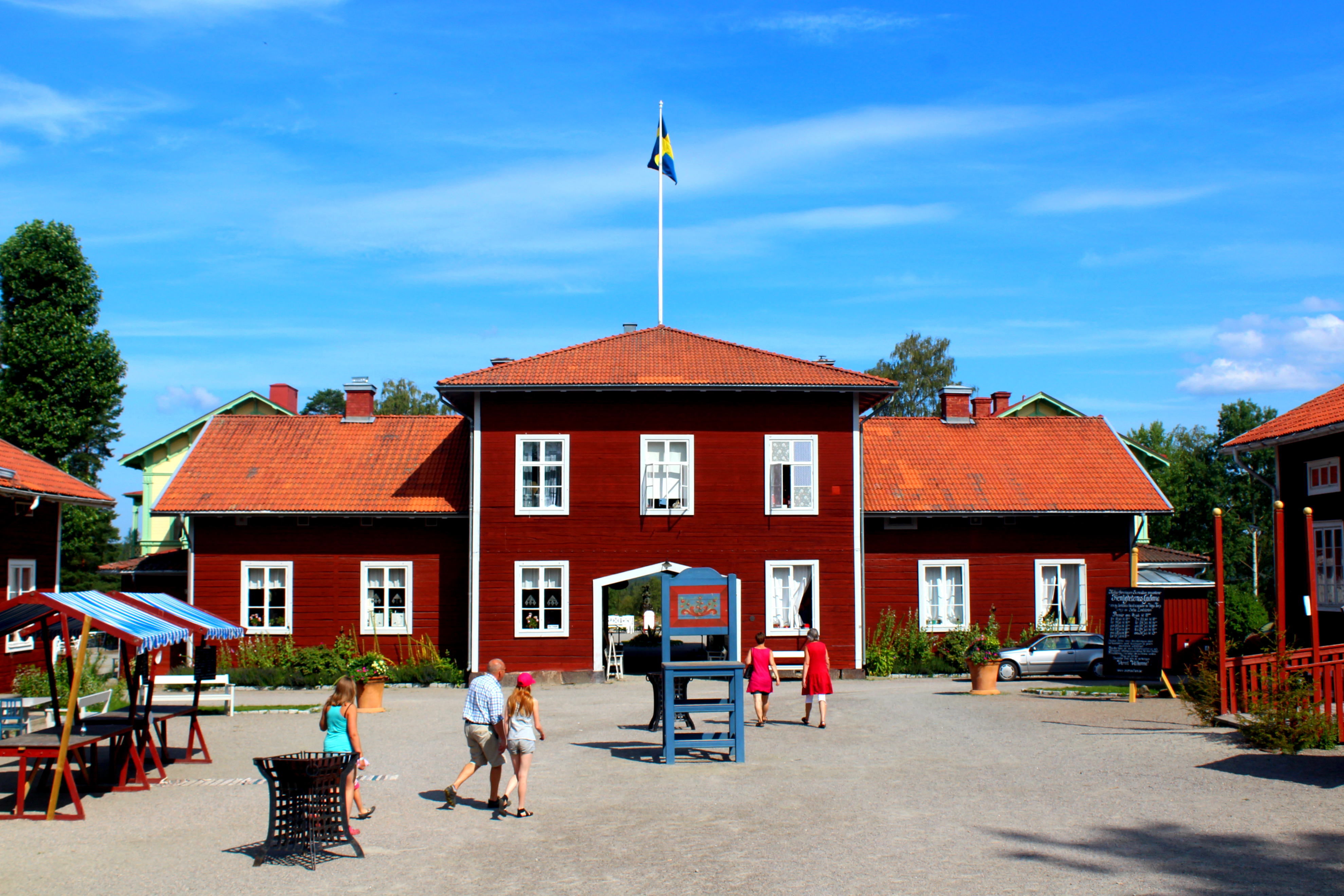
Porthuset
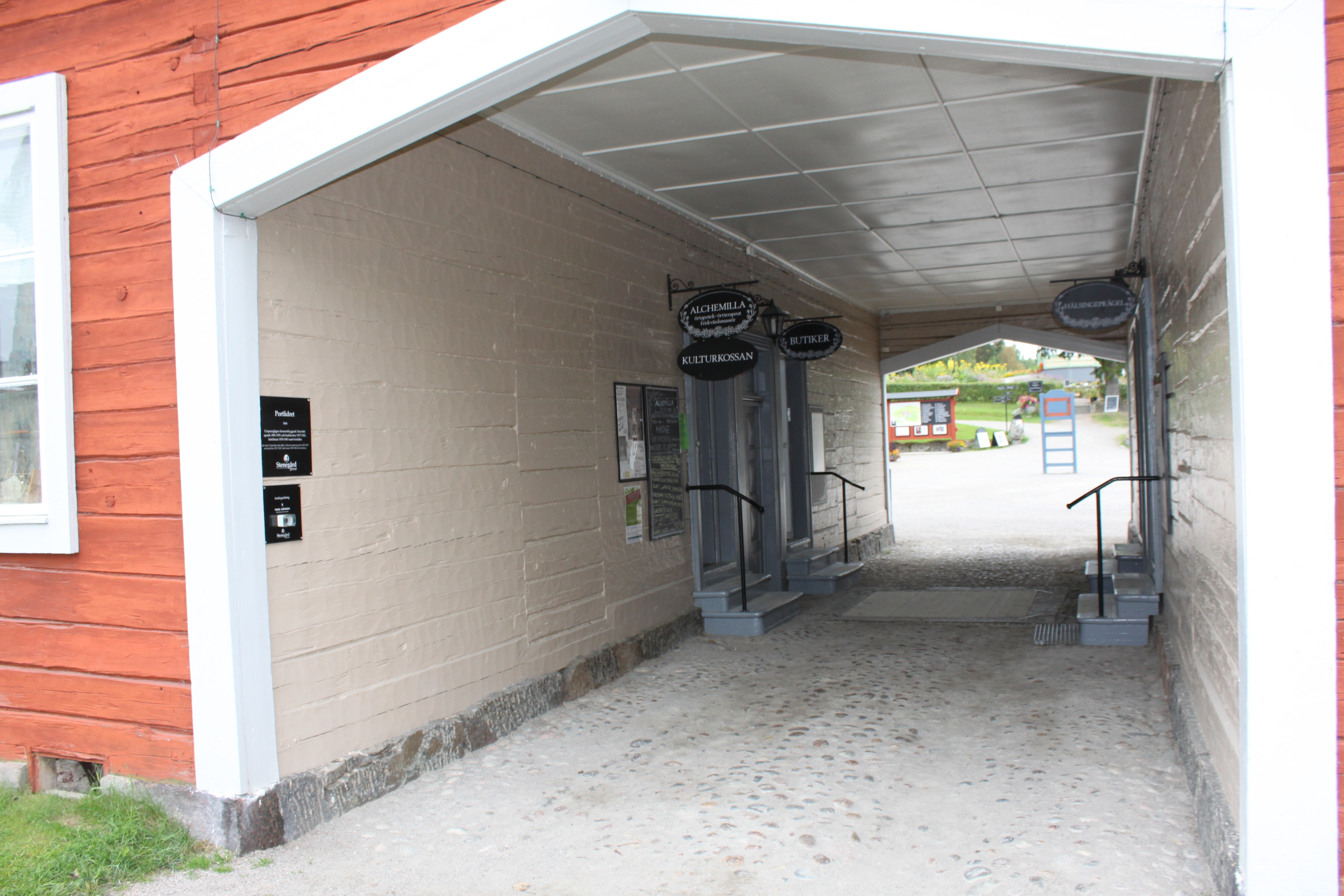
Genomgång mellan hus.
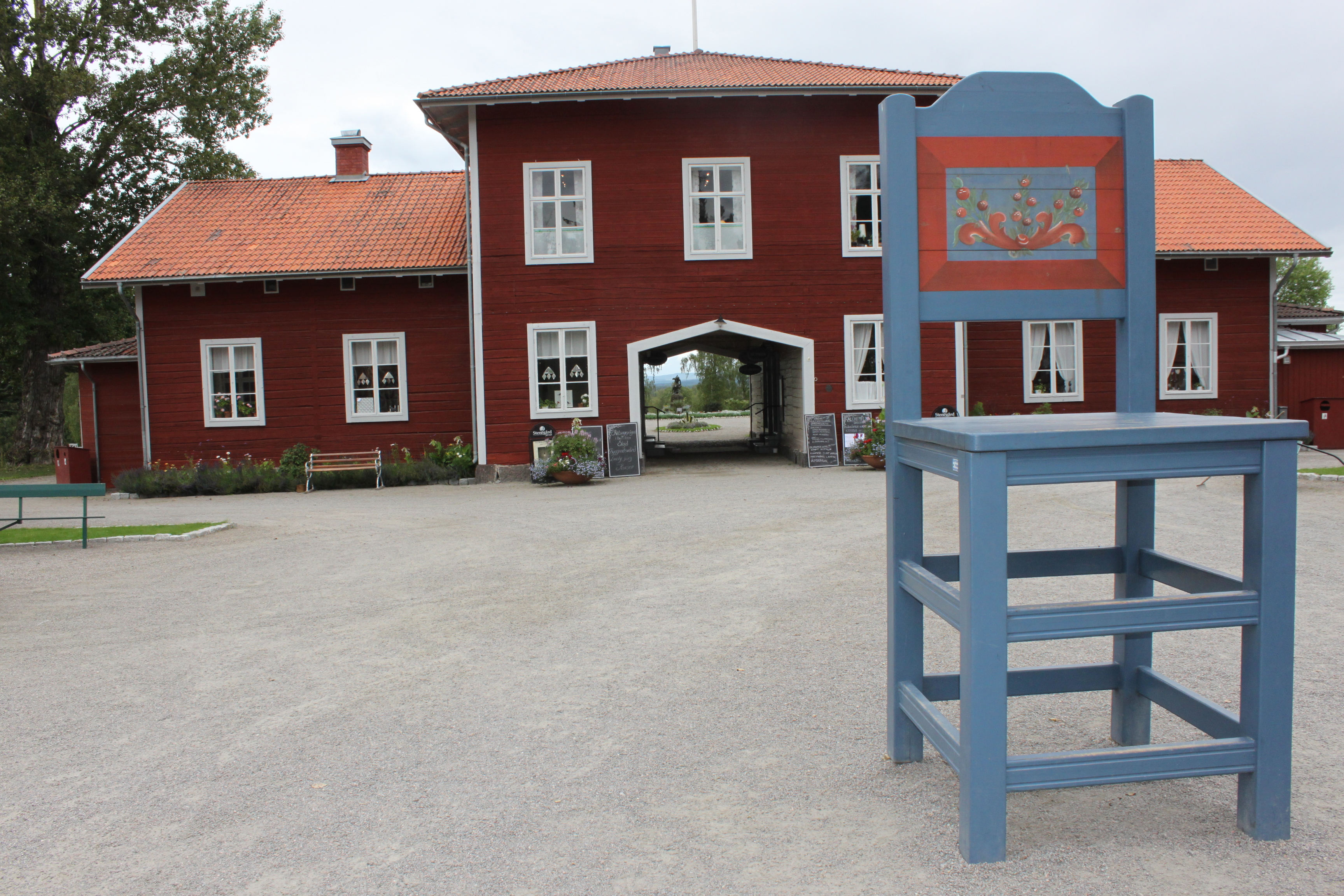
Provsitt den här stolen.
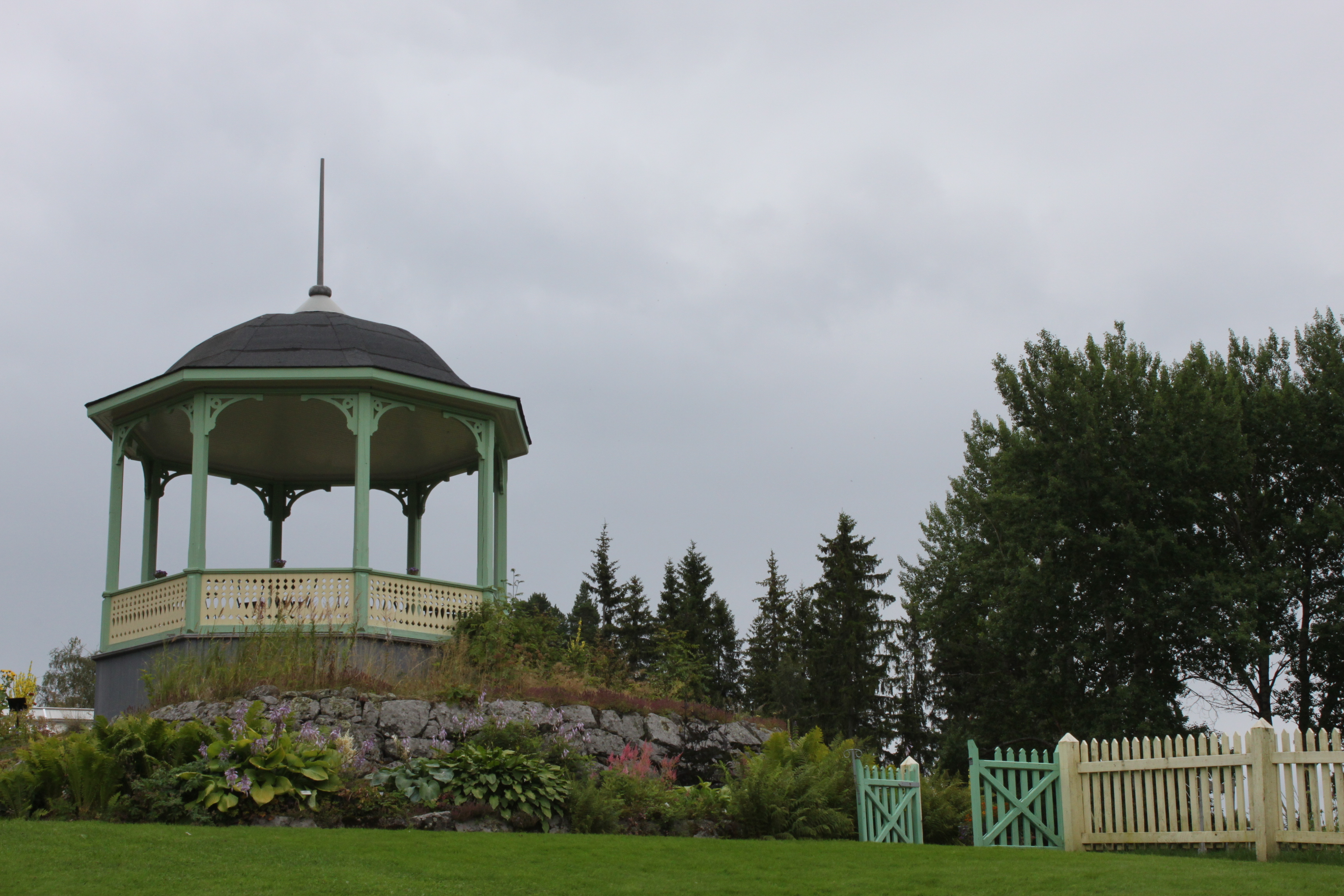
Lusthuset.
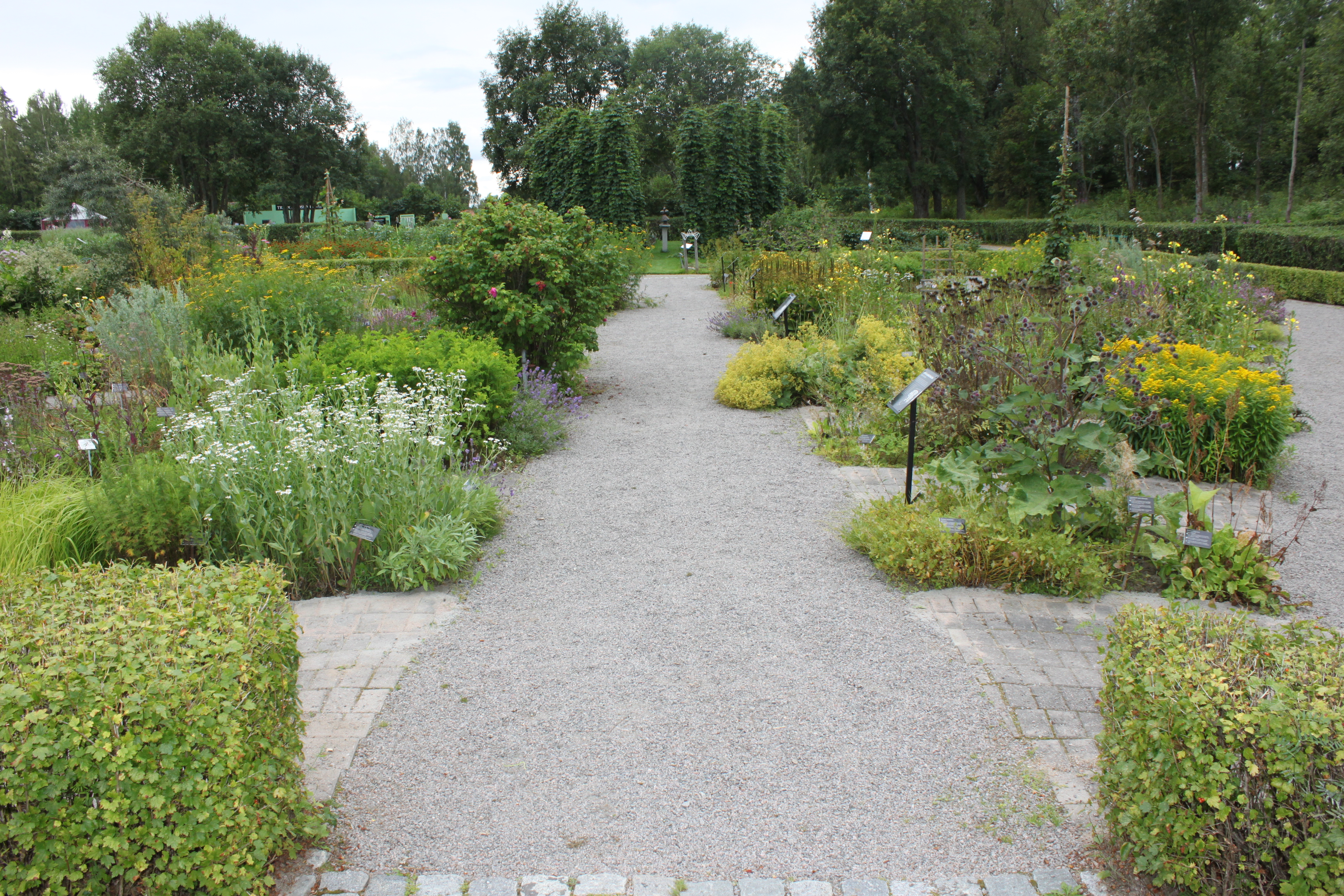
Trädgården.
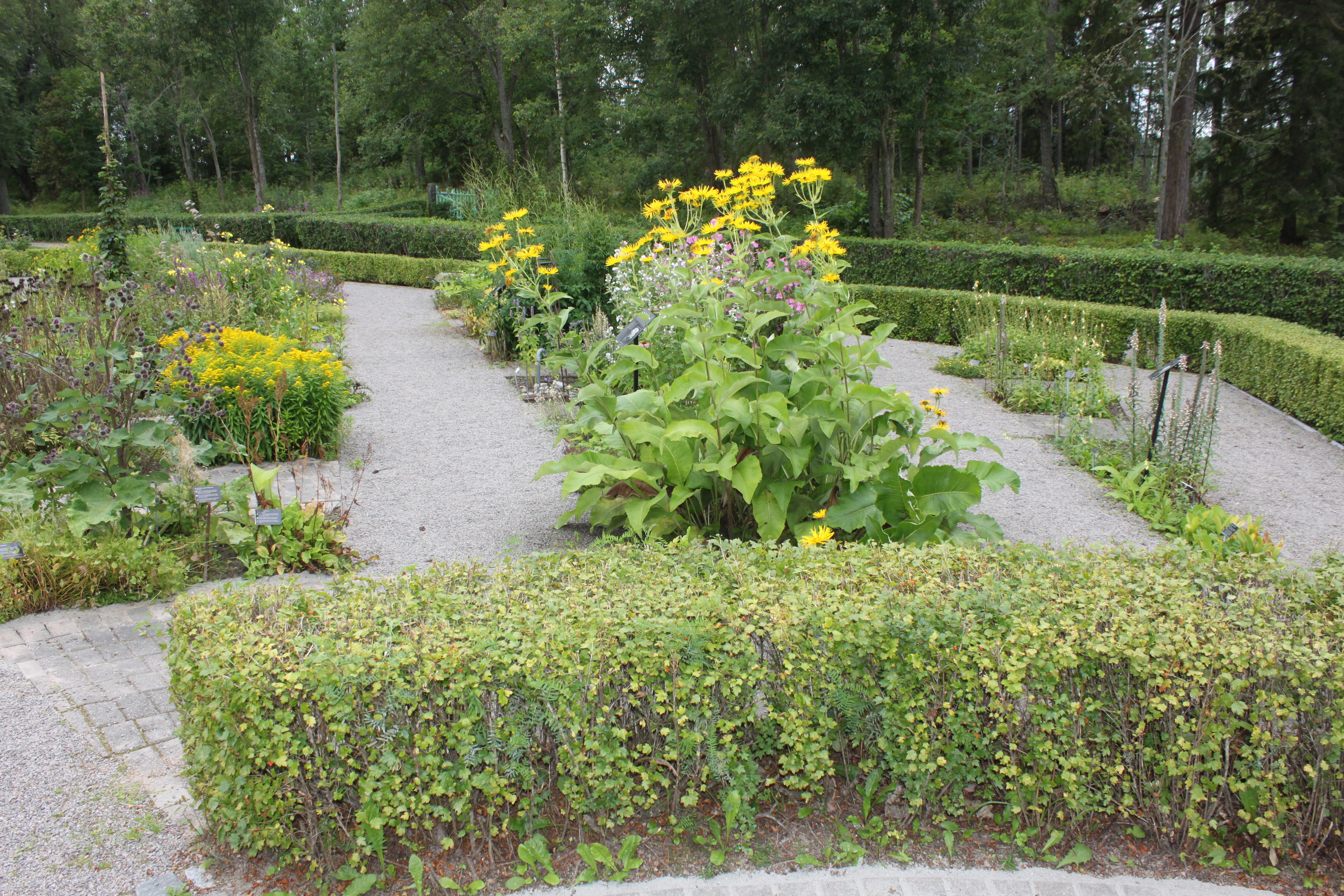
Trädgården.
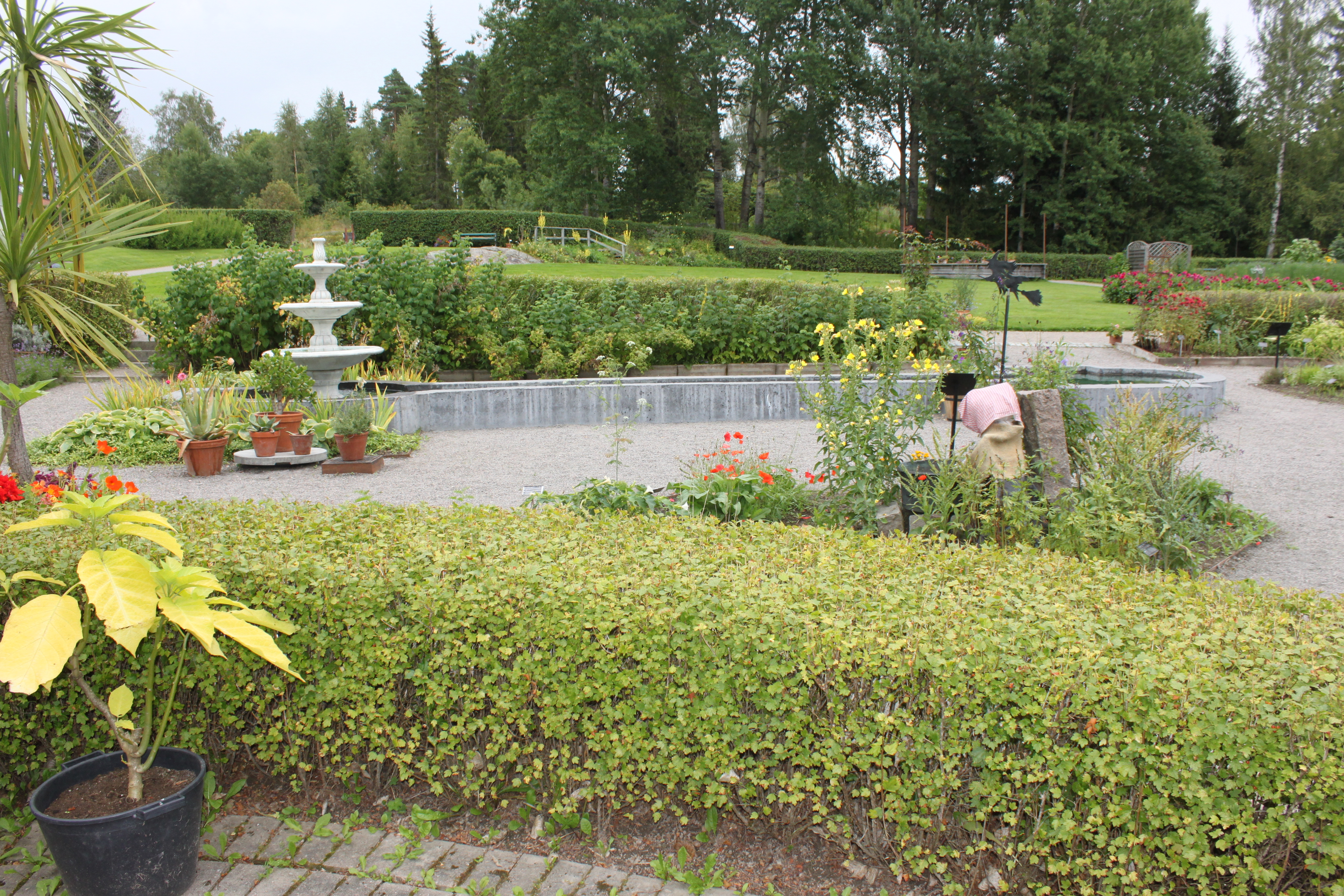
Trädgården.
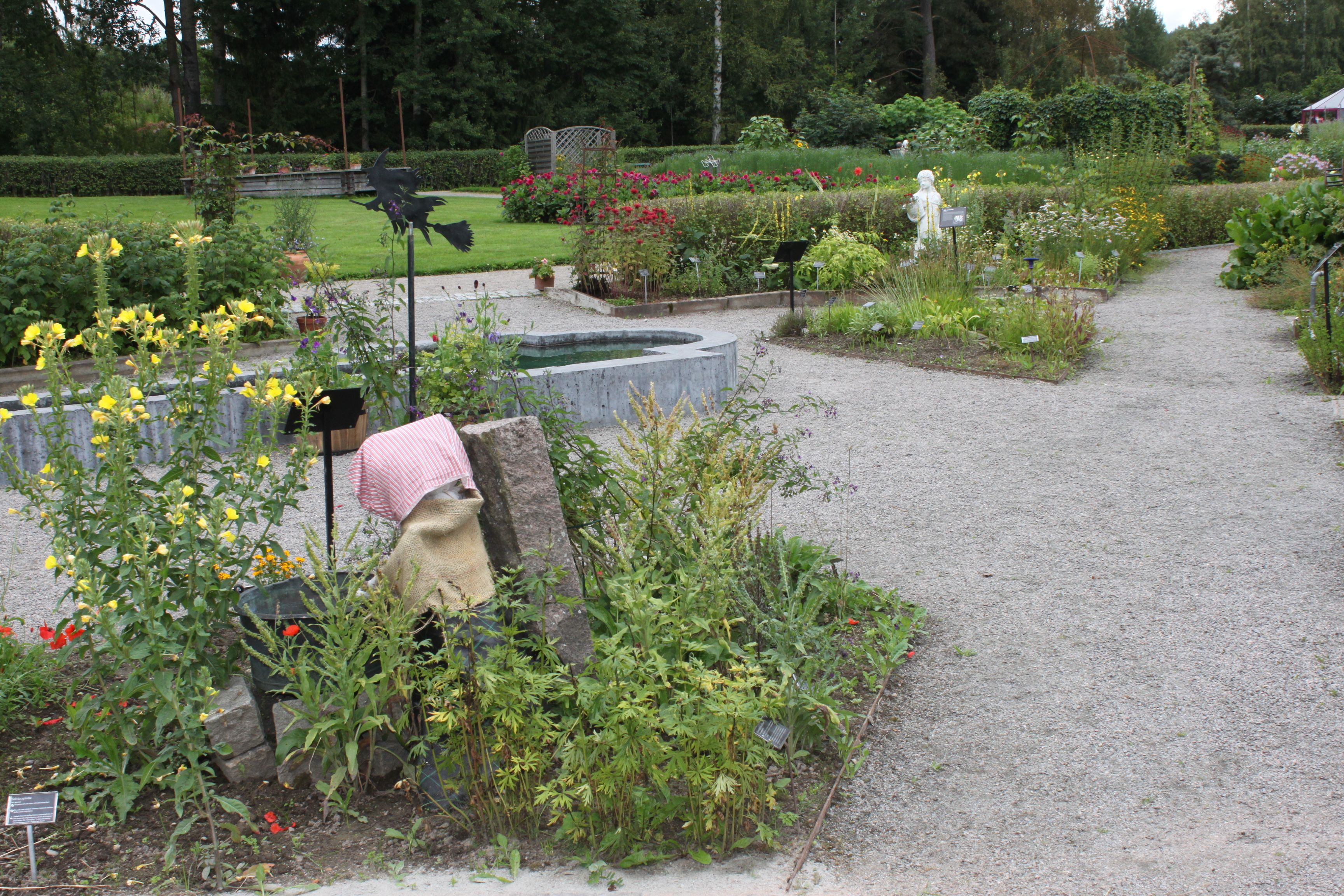
Trädgården.